# Angelique Cabral
Angelique Cabral (Honolulu, Hawái; 28 de enero de 1979) es una actriz estadounidense, conocida por sus actuaciones en The Perfect Family, Friends with Benefits, Enlisted, y Life in Pieces.

## Vida personal
Cabral está casada con Jason Osborn desde el 20 de julio de 2013. El 7 de septiembre de 2017, dio a luz a su hija, Adelaide Grace y el 14 de noviembre de 2019 fue madre de su segundo hijo, Alden Presley.

## Filmografía
| Año  | Título                       | Personaje             | Notas        |
| ---- | ---------------------------- | --------------------- | ------------ |
| 2006 | Together                     | Camarera              |              |
| 2009 | Lifeboat, The                | Mimi                  | Cortometraje |
| 2009 | Clubophobia                  | Mimi                  | Cortometraje |
| 2009 | American Way                 | America               | Cortometraje |
| 2010 | Vaikoont                     | Estelle               |              |
| 2010 | Sails Men                    | Darla                 | Cortometraje |
| 2011 | Perfect Family, The          | Angela Rayes          |              |
| 2011 | Friends with Benefits        | Pam Niborski          |              |
| 2011 | dated.                       | Maid                  | Cortometraje |
| 2012 | Jennifer                     | Enfermera             | Cortometraje |
| 2013 | Isolated                     | Embajadora por la Paz |              |
| 2017 | Band Aid                     | Lauren                |              |
| 2018 | All About Nina               | Carrie                |              |
| 2023 | Wish: el poder de los deseos | Reina Amaya           | Voz          |

| Año        | Título                                | Personaje            | Notas                                         |
| ---------- | ------------------------------------- | -------------------- | --------------------------------------------- |
| 2004, 2006 | Guiding Light                         | Sra. Méndez          | 2 episodios                                   |
| 2005       | All My Children                       | Camarera             | Temporada 36, episodio 106                    |
| 2006       | One Life to Live                      | Camarera             | 4 episodios                                   |
| 2006–2007  | All My Children                       | Enfermera            | 3 episodios                                   |
| 2007       | One Life to Live                      | Profesora            | Temporada 39, episodio 159                    |
| 2010       | Melrose Place                         | Actriz #1            | Episodio: "Sepulveda"                         |
| 2011       | Mad Love                              | Erika                | 2 episodios (1 sin acreditar)                 |
| 2011       | Happy Endings                         | Camarera             | Episodio: "Pilot"                             |
| 2011       | Two and a Half Men                    | Shannon              | Episodio: "Nice to Meet You, Walden Schmidt"  |
| 2011       | Happy Endings                         | Vanessa              | Episodio: "The Code War"                      |
| 2012       | Free Agents                           | Gwen                 | Episodio: "Nice Guys Finish... at Some Point" |
| 2012       | Glades, TheThe Glades                 | Dra. Tara Valdez     | Episodio: "Fountain of Youth"                 |
| 2013       | Don't Trust the B---- in Apartment 23 | Fox Paris            | 2 episodios                                   |
| 2013       | Devious Maids                         | Xaviera              | Sin acreditar; episodio: "Pilot"              |
| 2014–2015  | Talking Marriage with Ryan Bailey     | Ella misma           | 2 episodios                                   |
| 2014       | Enlisted                              | Jill Perez           | Reparto principal; 13 episodios               |
| 2014       | Mentalist, TheThe Mentalist           | Gina Petrocelli      | Episodio: "Silver Wings of Time"              |
| 2015       | NCIS: Los Angeles                     | Agente Paola Fuentes | Episodio: "Black Wind"                        |
| 2015       | Chicago P.D.                          | Gina Gawronski       | Episodio: "Erin's Mom"                        |
| 2015       | The Odd Couple                        | Amy                  | Episodio: "The Unger Games"                   |
| 2015       | Transparent                           | Melanie              | Episodio: "Cherry Blossoms"                   |
| 2015–2019  | Life in Pieces                        | Colleen              | Reparto principal                             |
| 2016       | Fresh Off the Boat                    | Toni                 | Episodio: "Keep 'Em Separated"                |
| 2016       | Grey's Anatomy                        | Laura                | Episodio: "At Last"                           |
| 2019       | Undone                                | Becca Winograd Diaz  | Reparto principal                             |